# Marisol Pérez Tello
María Soledad Pérez Tello de Rodríguez, née le 11 avril 1969 dans la province de Jorge Basadre (région de Tacna), est une avocate, notaire et femme politique péruvienne.  
Membre éminent du Parti populaire chrétien, elle est actuellement secrétaire générale depuis décembre 2017. 

## Biographie

### Jeunesse et formation
Marisol Pérez Tello est née le 11 avril 1969 dans la province de Jorge Basadre au sud de la région Tacna. Elle a émigré à Lima avec sa famille, où elle a fréquenté l'école Regina Pacis, après avoir terminé ses études secondaires, Pérez Tello a été admise à l'Université de San Martín de Porres . Elle a obtenu son diplôme en droit avec mention en 1995. Par la suite, elle s'est inscrite à l' Université pontificale catholique du Pérou, obtenant une maîtrise en droit constitutionnel en 2000. Elle a également obtenu un diplôme en Droits de l'Homme à l'Université Complutense de Madrid et en Environnement à l' Université Polytechnique de Madrid . Elle a conclu ses études supérieures par un doctorat en droit de l' Université de San Martín de Porres. Dans le même temps, elle s'est fortement impliquée dans les rangs du Parti du peuple chrétien, se présentant sans succès pour le Congrès péruvien en 2006 et pour le Conseil municipal de Lima en 2010.

## Carrière
Pérez Tello a commencé comme notaire public en 1999. Dans le domaine de l'éducation, elle a été professeur de droit à l' Université de San Martín de Porres, spécialisée dans les droits de l'homme. Depuis 2000, elle est présidente du Center for Human Rights de la même université. 
En 1987, Pérez Tello a rejoint le Parti populaire chrétien . Elle a été choisie pour se présenter au Congrès péruvien avec l'unité nationale, représentant son parti dans la coalition pour la circonscription de Lima, aux élections générales de 2006 . Bien qu'elle n'ait pas été élue, elle a été reconnue pour sa forte campagne et sa jeunesse. En 2007, elle a été nommée secrétaire nationale de la structure pour la formation du parti, siégeant à la direction de Lourdes Flores jusqu'en 2011. Pérez Tello s'est présenté sans succès au conseil municipal de Lima en 2010, alors que le chef du parti Flores a été battu par la candidate de gauche, Susana Villarán, dans la course à la mairie. Le Parti populaire chrétien n'a atteint que 11 membres du conseil.

### Nomination à la vice-présidence 2011
Aux élections générales de 2011, en décembre 2010, Pérez Tello a été nommée par son parti comme deuxième vice-président de Pedro Pablo Kuczynski dans la coalition Alliance pour le Grand Changement, qui comprenait son parti populaire chrétien, de l' Alliance pour le progrès, de la restauration nationale et du Parti humaniste péruvien, aux côtés de l'ancien vice-président non partisan, Máximo San Román. La coalition a mené une campagne solide, mais n'a pas réussi à se qualifier pour le second tour, se classant troisième derrière Keiko Fujimori et Ollanta Humala, mais Pérez Tello a été élu au Congrès représentant la circonscription de Lima.

### Mandat du Congrès (2011-2016)
Au cours de son mandat de cinq ans, elle a assumé un rôle important de leadership au sein du comité électorale chrétien-démocrate au sein de comités clés du Congrès, principalement le Comité sur la justice et les droits de l'homme. Elle a décidé de ne pas se présenter à la réélection en 2016 à la fin de son mandat, en partie à cause de la course de son parti alliée au Parti social-démocrate Aprista péruvien, ce qu'elle n'a pas approuvé.   
Pendant la première partie de la présidence de Pedro Pablo Kuczynski, Pérez Tello a été ministre de la Justice et des Droits de l'Homme, de juillet 2016 à septembre 2017. Au cours de son mandat, elle a défendu plusieurs réformes structurelles pour l' Institut national des pénitenciers et a ouvert la voie à l'Accord national pour la justice, un accord entre les principales agences de justice péruviennes pour assurer la responsabilité et renforcer le système judiciaire national.    
À la fin de son mandat, elle a décidé de ne pas se présenter aux élections générales de 2016, en raison de la coalition entre le Parti du peuple chrétien et le Parti aprista péruvien, qui a lancé l'ancien président Alan García comme candidat à la présidence, aux côtés de Lourdes Flores comme premier partenaire de course. Elle a rendu sa décision publique sur les réseaux sociaux, souhaitant la meilleure des chances à son parti dans la coalition et déclarant son engagement à terminer son mandat sans aucune distraction.     

### Ministre de la Justice et des Droits de l'homme (2016-2017)
Le 15 juillet 2016, le président élu Pedro Pablo Kuczynski a annoncé l'inclusion de Pérez Tello dans son premier cabinet en tant que ministre de la Justice et des Droits de l'homme. Elle a pris ses fonctions le jour de l'inauguration, le 28 juillet 2016. 
Au cours de son mandat, l'Accord national pour la justice a été créé, un espace de dialogue entre le pouvoir judiciaire, le ministère public, le Conseil national de la magistrature et l'Académie de la magistrature, pour renforcer le système judiciaire au niveau national. Dans le même temps, des mesures ont été prises pour moderniser l’Institut pénitentiaire national du Pérou, réduire le surpeuplement des prisons et réduire les coûts d’internement. 
Le 17 septembre 2017, Pérez Tello a présenté sa démission devant l'ensemble du cabinet, le vote de confiance du Premier ministre Fernando Zavala n'ayant pas été approuvé par le Congrès péruvien dominé par les fujimoristes dirigé par la Force populaire. 